# Eugenio Calabi
Eugenio Calabi (Milano, 11 maggio 1923 – Bryn Mawr, 25 settembre 2023) è stato un matematico statunitense di origine italiana.

## Biografia
Calabi nacque a Milano nel 1923 da una famiglia ebraica. Ebbe una sorella, la giornalista Tullia Zevi Calabi. Nel 1938, la famiglia lasciò l'Italia a seguito delle leggi razziali del 1938, e arrivò negli USA nel 1939.
Nell'autunno del 1939, a 16 anni, Calabi entrò al Massachusetts Institute of Technology, studiando ingegneria chimica. Gli studi furono interrotti dalla seconda guerra mondiale, alla quale Calabi partecipò dal 1943. Finito il servizio militare nel 1946 proseguì gli studi con il G.I. Bill presso il MIT. Ricevette un master degree in matematica alla Università dell'Illinois - Urbana-Champaign nel 1947.
Conseguì il dottorato di ricerca all'Università di Princeton nel 1950, sotto la supervisione di Salomon Bochner, celebre per aver introdotto l'integrale che porta il suo nome. Successivamente fu professore presso l'Università del Minnesota.
Nell'anno accademico 1958/59 lavorò all'Institute for Advanced Study di Princeton e nel 1967 subentrò al celebre matematico Hans Rademacher come titolare della cattedra di matematica dell'Università della Pennsylvania, che nel 1994 gli attribuì il titolo di professore emerito.
Calabi divenne noto soprattutto per aver esplorato la geometria delle varietà dotate di uno spinore armonico mai nullo, oggi utilizzate nella teoria delle stringhe. Tali spazi, studiati anche dal matematico Shing-Tung Yau, sono noti come spazi di Calabi-Yau. In particolare, in alcuni modelli di teoria delle stringhe, vi sono 6 dimensioni (reali) "extra" oltre alle 4 usuali dello spazio-tempo, che "vivono" in una varietà di Calabi-Yau di dimensione (complessa) pari a 3.
Nel 1991 ottenne il Premio Steele della American Mathematical Society per i risultati ottenuti nella geometria differenziale.